# IC 179
IC 179 — галактика типу E (еліптична галактика) у сузір'ї Андромеда.
Цей об'єкт міститься в оригінальній редакції індексного каталогу.